# Nicolae Pascaru
Nicolae Pascaru (n. 18 iulie 1975, Chircăiești, raionul Căușeni) este ex-deputat în Parlamentul Republicii Moldova, membru al fracțiunii parlamentare PSRM, ex- membru al Comisiei parlamentare - „Drepturile omului și relații interetnice”, magistru în științe politice, politolog, jurist, profesor-antrenor, fondator al Mișcării de Tineret „Voievod”, activist civic, publicist, blogger.
În perioada noiembrie 2019 - iunie 2020 a activat în Consiliul municipal Chișinău în calitate de consilier din partea PSRM.

## Biografia
S-a născut la 18 iulie 1975 în s. Chircăiești, raionul Căușeni, Republica Moldova. A învățat la școala medie din satul Chircăiești (1982-1992). A urmat Colegiul de Poliție (1995-1996), pe lîngă studii a activat și ca instructor al echipei demonstrative.
Realizează studii superioare în anii 1998-2003, la Universitatea de Studii Umanistice din Moldova, la Facultatea de Drept. Este licențiat în drept. A participat la ciclul de Seminare internaționale pentru lideri: or. Minsc-2006; or. Luțk-2006, or. Sankt Petersburg-2007; or. Chișinău-2008, organizate de YMCA Europe.
În perioada anilor 2009-2011 realizează studii de masterat în domeniul științelor politice la Academia de Administrare Publică de pe lîngă Președintele Republicii Moldova, iar în anii 2013-2014 absolvă cursurile de instruire la Academia Politică Friedrich Ebert Stiftung (FES-Germania), unde studiază programele: Social-Democrația versus alte doctrine politice; Buna guvernare și participare civică; Comunicare și retorică politică.
Din anul 2017 pînă în 2020 este membrul Comisiei pentru culte și patrimoniu cultural al Consiliului Societății Civile pe lîngă Președintele Republicii Moldova, în funcția de vicepreședinte .
Baza carierei sale profesionale a fost pusă în anii 1993-1995 cînd îndeplinea serviciul militar în cadrul trupelor de grăniceri ai Ministerului Securității Naționale, apoi timp de 3 ani (1995-1998) a fost angajat al Detașamentului Special de Pază din cadrul Ministerului Afacerilor Interne al Republicii Moldova.
Din anul 1998 activează în calitate de profesor-antrenor. 
Nicolae este fondator al sistemului de arte marțiale cu specific național "VOIEVOD", iar în 2007 devine președinte al Federației de Luptă Națională "VOIEVOD" din Republica Moldova și lider al Mișcării de Tineret "VOIEVOD".
El este și organizator al Campionatelor Internaționale, Europene și Euroasiatice de Arte Marțiale, stil "VOIEVOD" (14 ediții: din 2006 – 2019), la care participă sportivi din circa 15 țări.
Noul tip de luptă creat a început să fie deprins în mod activ de sportivii moldoveni, ca într-un timp relativ scurt să înceapă să cîștige la diferite concursuri naționale și internaționale. Regulamentul „Voievod” permite participarea la numeroase campionate, care prevăd respectarea diverselor reguli. Începînd din anul 2003, „voievozii” au luat locuri de frunte la Campionatul Mondial de EuroTaekwondo în Germania, ca apoi să se claseze printre primii la Cupa Mondială din Regatul Unit și la Campionatele Mondiale din Spania și Italia.
Pe parcursul întregii perioade de activitate a Federației VOIEVOD, sportivii au cîștigat peste 650 de medalii la competițiile internaționale, numărul total al beneficiarilor programelor cultural-sportive „VOIEVOD” (in 2021) constituia peste 28 mii de tineri pe întreg teritoriul Republicii Moldova.
- organizator al festivităților cultural-artistice în PMAN (2005-2009);
- organizator, în anii 2006-2008, al ciclului de seminare YMCA 1998-2009, partener la organizarea Festivalului Internațional al Tineretului, YMCA-Praga, Republica Cehă (2008);
- organizator al seminarelor de Luptă Națională „Voievod”: Iran, Federația Rusă, Polonia, Irlanda, Ucraina, Cehia;
- organizator al ciclului de seminare instructive pentru angajații MAI și ai Departamentului Instituțiilor Penitenciare;
- organizator al proiectelor de susținere a Uniunii Veteranilor din Republica Moldova (2005-2008);
- organizator al ciclului de seminare instructiv-educative pentru copiii din familiile social-vulnerabile, precum și pentru acei aflați în detenție, 2006-2008;
- autorul cărții „Putere și Tradiție”;
- autor a peste 500 de publicații, articole - sociale, politice și istorice;
- organizator al numeroaselor proiecte sociale, culturale, sportive, ecologice, inclusiv cu caracter anti-COVID-19.

## Funcții
- Parlamentul Republicii Moldova – deputat
- Consiliul municipal Chișinău – consilier
- Asociația Obștească Mișcarea Națională „VOIEVOD” – președinte
- Asociația Obștească Alianța Națională YMCA din Republica Moldova – secretar general
- Asociația pentru Dezvoltarea Businessului Mic și Mijlociu „OPORA MOLDOVA” – președinte

## Distincții și decorații
- Cavaler al Ordinului „Gloria Muncii”
- Deținător al medaliei „Meritul Civic”
- „Inima de aur”, Fundația Creștină pentru Democrație
- Diplomă de onoare: „Tineretul CSI - viitorul diplomației publice” Moscova, 2011
- Tae Kwon-Do Association of Great Britain - 6 Dan (Centura neagră)
- ETF Martial Arts Kickboxing - 6 Dan (Centura neagră)
Pentru merite deosebite în activitatea de serviciu, domnul Nicolae Pascaru a fost decorat cu Insigna „Crucea pentru merit” de gradul II, Insigna jubiliară ai BDS „Fulger” de Ministerul Afacerilor Interne, pentru educarea copiilor cu comportament predelincvent sau delincvent și dezvoltarea programelor la lupta „Voievod”, organizată sub egida Ministerului Afacerilor Interne.